# Sistema cristalino
Sistema cristalino é a designação dada a um grupo de ordenamento espacial pontual regular de átomos ou moléculas.
São reconhecidos sete sistemas cristalinos:
| SISTEMAS     | ÂNGULOS               | ARESTAS                |
| Isométrico   | α = β = γ = 90º       | a = b = c (a1=a2=a3)   |
| Tetragonal   | α = β = γ = 90º       | a = b ≠ c (a1=a2≠c)    |
| Ortorrômbico | α = β = γ = 90º       | a ≠ b ≠ c              |
| Hexagonal    | α = β = 90º; γ = 120º | a = b ≠ c (a1=a2=a3≠c) |
| Trigonal     | α = β = γ ≠ 90º       | a = b = c              |
| Monoclínico  | α = γ = 90º ≠ β       | a ≠ b ≠ c              |
| Triclínico   | α ≠ β ≠ γ ≠           | a ≠ b ≠ c              |